# Tegueste
Tegueste è un comune spagnolo di 9 417 abitanti situato nella comunità autonoma delle Canarie, enclave in quel di San Cristóbal de La Laguna.

## Etimologia
Si ritiene che il toponimo Tegueste sia legato a Tagaste, città del Nordafrica dove è nato Agostino d'Ippona e centro di cultura berbera.